# 企鵝找麻煩
《企鵝找麻煩》是日本漫畫家永井裕二所繪製的日本漫畫作品，主要敘述著一隻非常無厘頭的企鵝木下貝剋漢與週遭人們發生的趣事。本作品除了推出漫畫並在雜誌上連載外，先後改編成電視動畫、劇場版和NDS電玩。

## 故事大綱
居住在「切株町」的小五生山田直人，在學校遇見一隻身型巨大、矮胖、可愛卻無厘頭的企鵝木下貝剋漢，但貝剋漢每每在直人眼前做出一連串的脫序行為，因此使得直人對貝剋漢感到不諒解與大為光火……

## 登場角色

### 主要角色
- 木下貝剋漢（木下 ベッカム（きのした ベッカム））

配音員：日：伊東みやこ／台：雷碧文／港：石梓晴
故事主角，為突然出現在直人眼前的神秘企鵝，看上去一副傻呼呼的樣子，但牠卻有千變萬化的外貌和特異功能，令直人與在場其他人為之瞠目結舌。
經常不經意的脫口說出語無倫次的口頭禪，如「蝦米（什麼）」、「貝不起（對不起）」等等。
本角色的名稱源自於英格蘭足球明星大衛·。
- 山田直人（山田 なおと（やまだ なおと））

配音員：日：松本幸／台：錢欣郁／港：鄭家蕙
切株小學的五年級生，在班上過著很平凡的學校生活；但是在貝剋漢出現在他班上的時候，他一切的生活步調開始被貝剋漢打亂了……
喜歡班上同學由美，但對貝剋漢的脫序行為非常火大。
- 松井由美（松井 ゆみ（まつい ゆみ））

配音員：日：後藤沙緒里／台：龍顯蕙／港：廖欣怡
直人的同學，為人和善，並與直人交情不錯。本性兇悍，對戰鬥有熱情的執著。
- 高橋夏洛特（高橋 シャルロット（たかはし シャルロット））

配音員：日：愛河里花子／台：馮嘉德
74歲的老太太，一旦被激怒將會化身為一隻巨大綠色噴火恐龍。
- 井上麥可（井上 マイケル（いのうえ マイケル））

配音員：日：長島茂／台：黃天佑
一隻不起眼的松鼠，成天只會嗑著胡桃。
- 渡邊戈登（渡辺 ゴードン（わたなべ ゴードン））

配音員：日：三宅健太／台：劉傑
人稱「怪叔叔」，外型是一位戴高帽的中年禿頭男，也是個暴露狂。
- 岡本保羅（岡本 ポール（おかもと ポール））

配音員：日：川田紳司／台：劉傑／港：伍博民
人稱「阿龐」，外型是一個留龐克頭但經常臉色蒼白、無精打采的足球少年。
- 小林強尼（小林 ジョニー（こばやし ジョニー））

配音員：日：森川智之／台：正昌／港：張振熙
人稱「小強」，屬於冠企鵝屬的企鵝，但與貝剋漢有著不共戴天之仇；雖然貝剋漢本身對牠不懷敵意，但強尼卻一心一意向貝剋漢下戰帖。

### 切株小學教職員
- 校長

配音員：日：長島茂／台：劉傑
直人就讀之小學校長，是個戴假髮的老禿子，而他的假髮每每都被掀掉。
- 嵐山老師（あらしやま）

配音員：日：志村知幸／台：黃天佑
體育老師，嚴格要求學生遵守校規，除了當校門口的糾察隊以外，還會檢查學生的書包。
- 松浦老師（まつうら）

配音員：日：寺田はるひ／台：龍顯蕙
人稱「粉粉老師」，直人的班導。

### 岡本五兄弟
一群身懷絕技的憤怒企鵝，與小林強尼的利害關係一致，對貝剋漢造成不小威脅。
- 岡本戴夫（岡本 デイブ（おかもと デイブ））

配音員：日：志村知幸／台：黃天佑
長男，外觀為穿著柔道服裝的紫色企鵝。
- 岡本布萊恩（岡本 ブライアン（おかもと ブライアン））

配音員：日：川田紳司／台：劉傑
次男，外觀為戴著太陽眼鏡的綠色企鵝。
- 岡本亞力士（岡本 アレックス（おかもと アレックス））

配音員：日：愛河里花子／台：于正昌
三男，外觀為戴帽子的橘色企鵝。
- 岡本愛蜜莉（岡本 エミリー（おかもと エミリー））

配音員：日：寺田はるひ／台：馮嘉德
長女（排行第四），外觀為留著雙馬尾髮型的粉紅色企鵝。
- 岡本恰克（岡本 チャック（おかもと チャック））

配音員：日：後藤沙緒里／台：龍顯蕙
么子，外觀為含著奶嘴的黃色企鵝寶寶。

## 外部連結
- 動畫官網 （页面存档备份，存于）（日語）